# Coup monté
Pour plus de détails, voir Fiche technique et Distribution.
Coup monté (The Prime Gig) est un film américain réalisé par Gregory Mosher, sorti le 14 septembre 2001 aux États-Unis.

## Synopsis
Pendleton "Penny" Wise est un escroc à la petite semaine qui gagne sa vie en arnaquant des gens au téléphone et leur promettant des voyages organisés par des agences fantômes. Ayant un besoin urgent d'argent, il commence à travailler pour Kelly Grant, homme d'affaires mystérieux et respecté aux motivations troubles. Quand Pendleton entame une relation avec Caitlin, la maîtresse de Grant, il laisse de côté son bon sens et rentre dans un jeu duquel il pourrait bien sortir perdant.

## Fiche technique
- Titre français : Coup monté
- Titre original : The Prime Gig
- Réalisation : Gregory Mosher
- Scénario : William Wheeler
- Musique : David Robbins
- Directeur de la photographie : John A. Alonzo
- Sociétés de distribution : New Line
- Pays de production :  États-Unis
- Durée : 98 minutes (1h38)
- Dates de sortie :
  - États-Unis : 14 septembre 2001
  - France : 18 août 2005 (sortie DVD)

## Distribution
- Vince Vaughn (V. F. : Jean-Philippe Puymartin ; V. Q. : François L'Écuyer) : Pendleton Wise
- Julia Ormond (V. F. : Déborah Perret ; V. Q. : Isabelle Leyrolles) : Caitlin Carlson
- Ed Harris (V. F. : Patrick Floersheim ; V. Q. : Éric Gaudry) : Kelly Grant
- Rory Cochrane (V. F. : Bruno Choël ; V. Q. : Jean-François Beaupré) : Joel
- Wallace Shawn (V. F. : Daniel Lafourcade ; V. Q. : François Sasseville) : Gene
- Stephen Tobolowsky (V. F. : Pierre Laurent ; V. Q. : Pierre Chagnon) : Mick
- JJ Johnston (V. F. : Hervé Bellon) : Lloyd
- Tom Wright (V. F. : Gilles Morvan) : Marvin Sanders
- Romany Malco (V. F. : Serge Faliu) : Zeke